# Szeszory
Szeszory (ukr. Шешори) – wieś na Ukrainie, w obwodzie iwanofrankiwskim, w rejonie kosowskim.
W 1937 w Szeszorach odkryto stare cmentarzysko. 
W II Rzeczypospolitej miejscowość w składzie powiatu kosowskiego województwa stanisławowskiego.
W nocy 25 marca 1944 r. nacjonaliści ukraińscy z OUN-UPA zamordowali tu 102 Polaków, z których 36 spalili żywcem w drewnianym kościele pw. Matki Bożej Ostrobramskiej.

## Urodzeni w Szeszorach
- Gustaw Poluszyński – polski biolog, zoolog, parazytolog, wykładowca Uniwersytetu Przyrodniczego we Wrocławiu, Uniwersytetu Wrocławskiego i Akademii Medycyny Weterynaryjnej we Lwowie[7].